# Samuel Cosmi
(en) Statistiques sur pro-football-reference
Samuel « Sam » Cosmi, né le 16 février 1999 à Humble, Texas, est un joueur américain de football américain qui évolue au poste d'offensive tackle.

## Biographie

### Carrière professionnelle
Il est sélectionné par la Washington Football Team en 51e position de la draft 2021 de la National Football League (NFL).

## Galerie

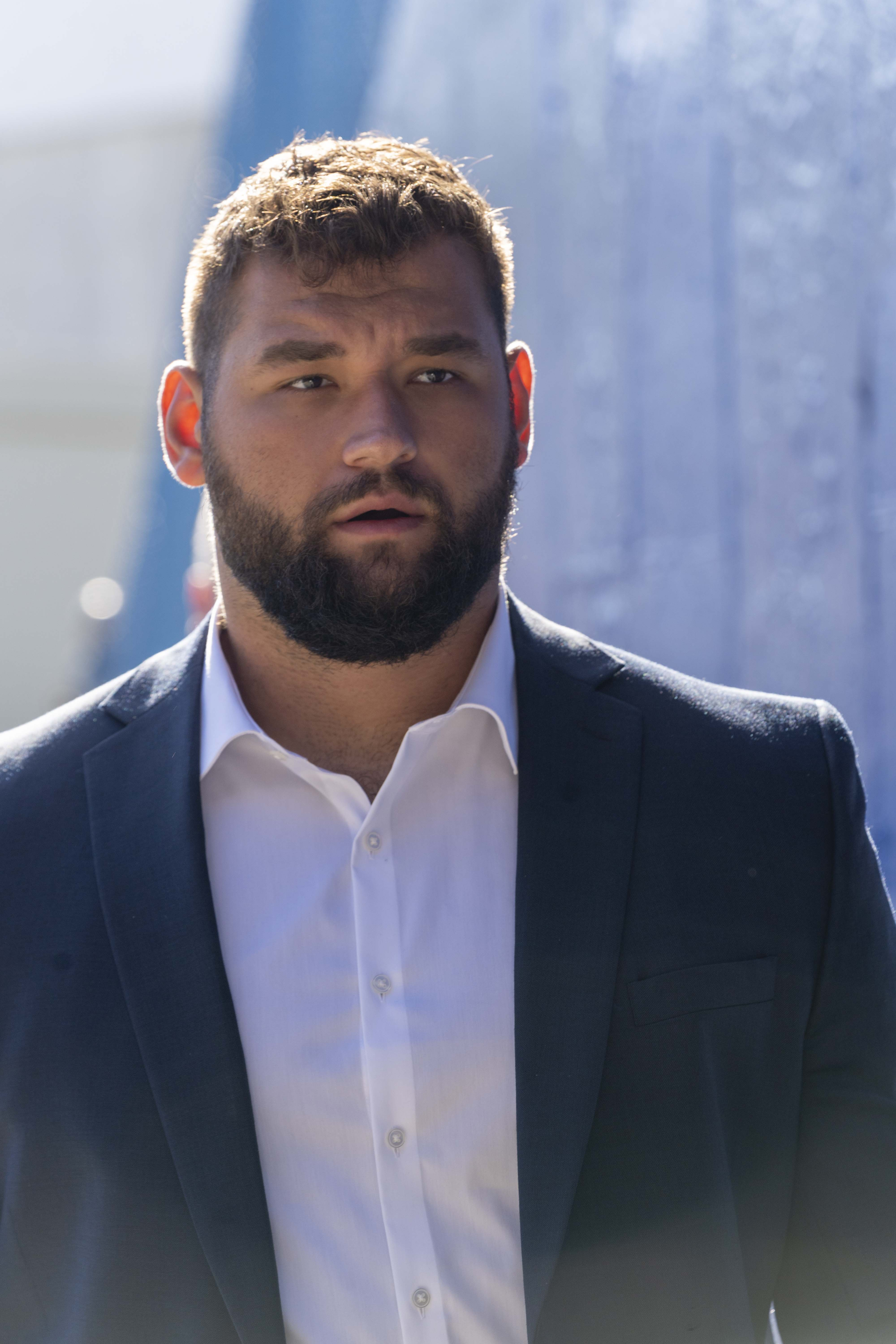
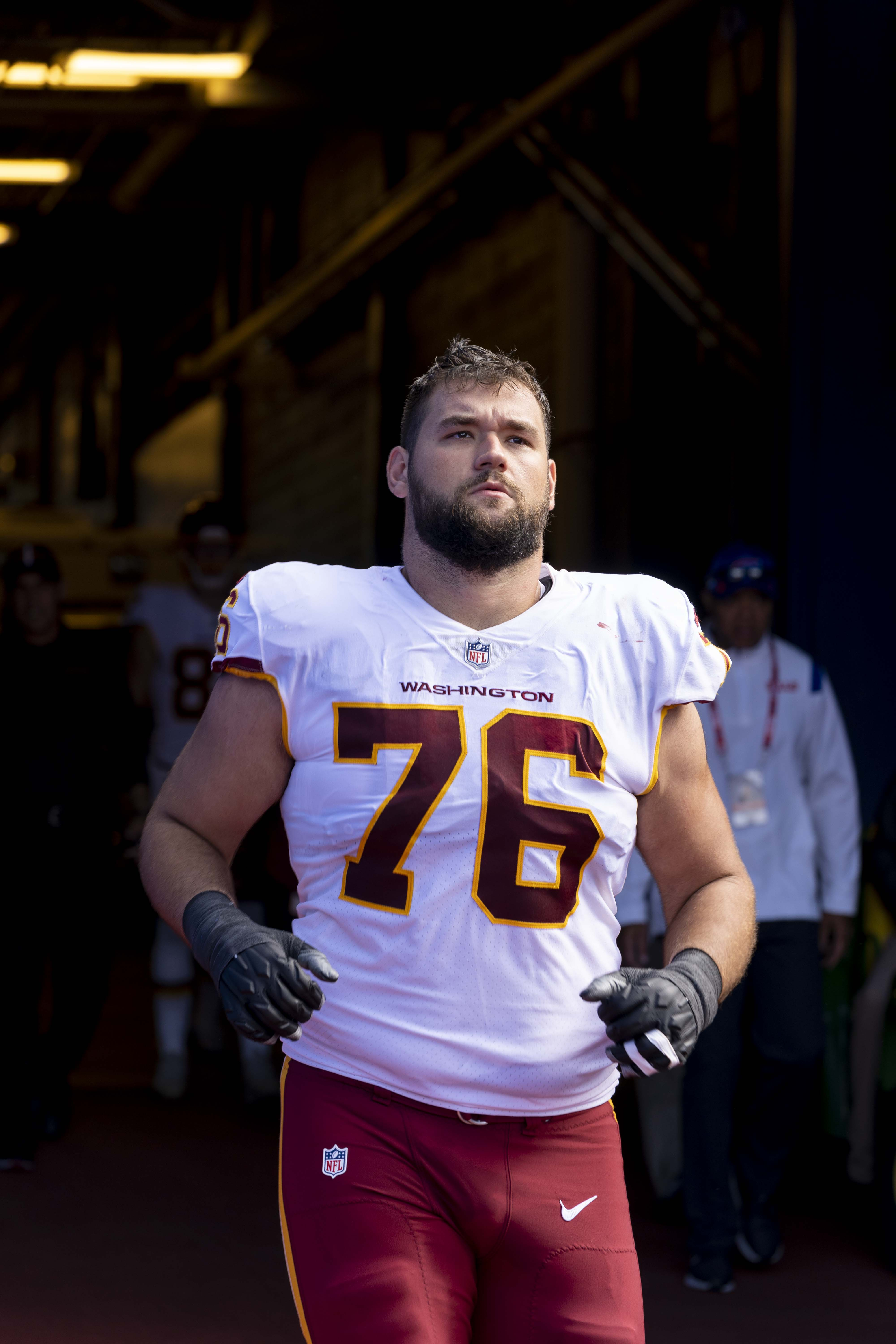
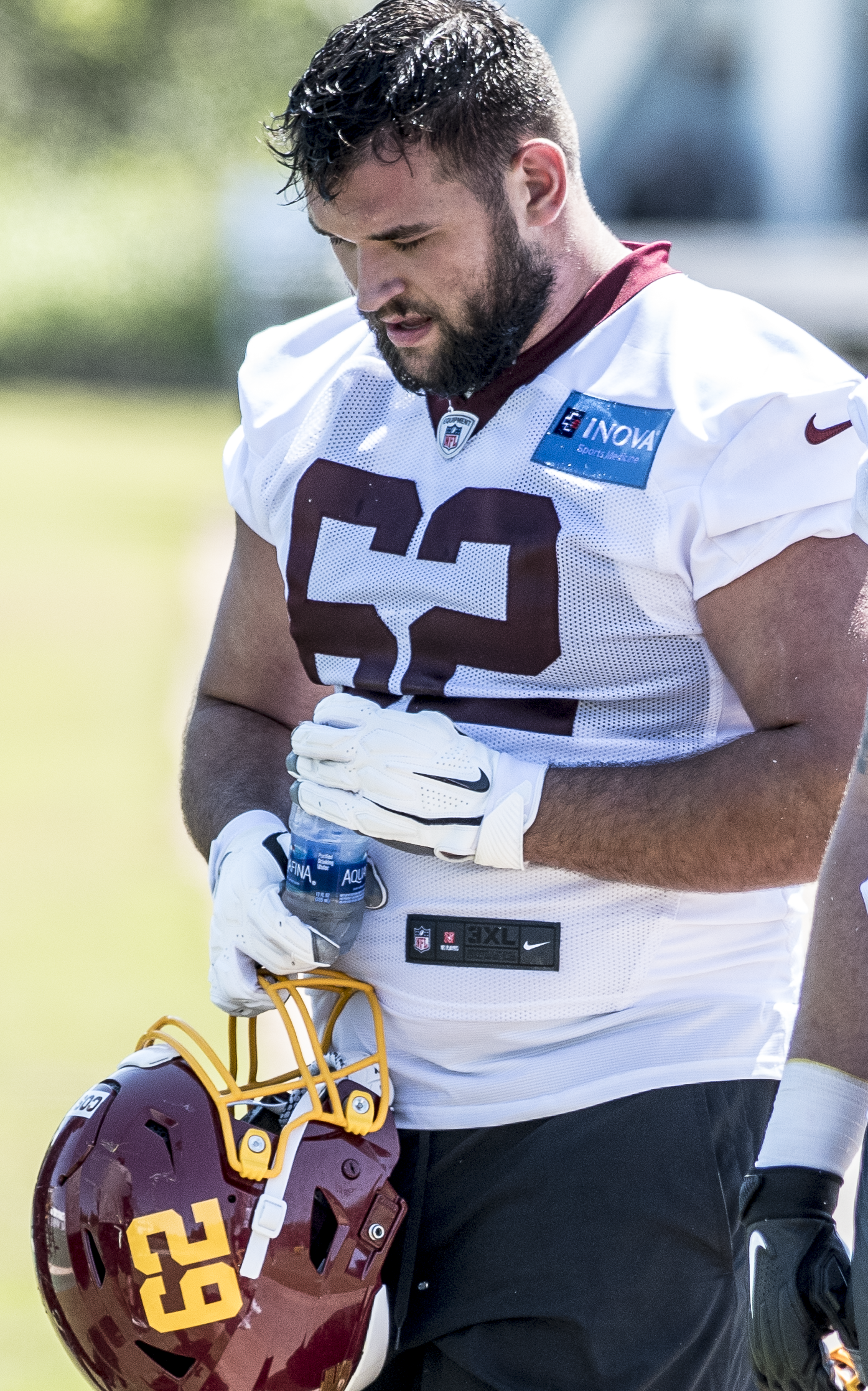
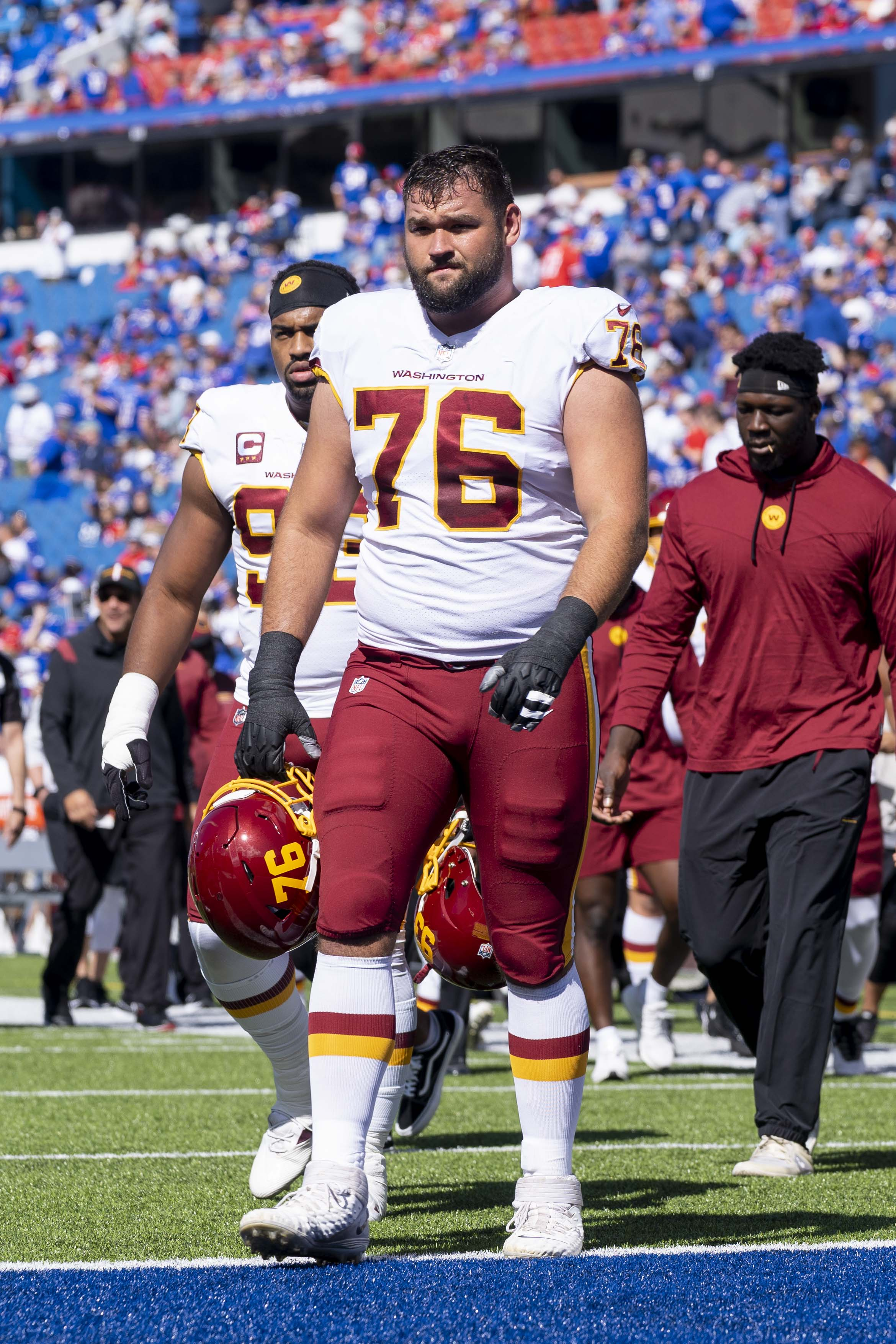
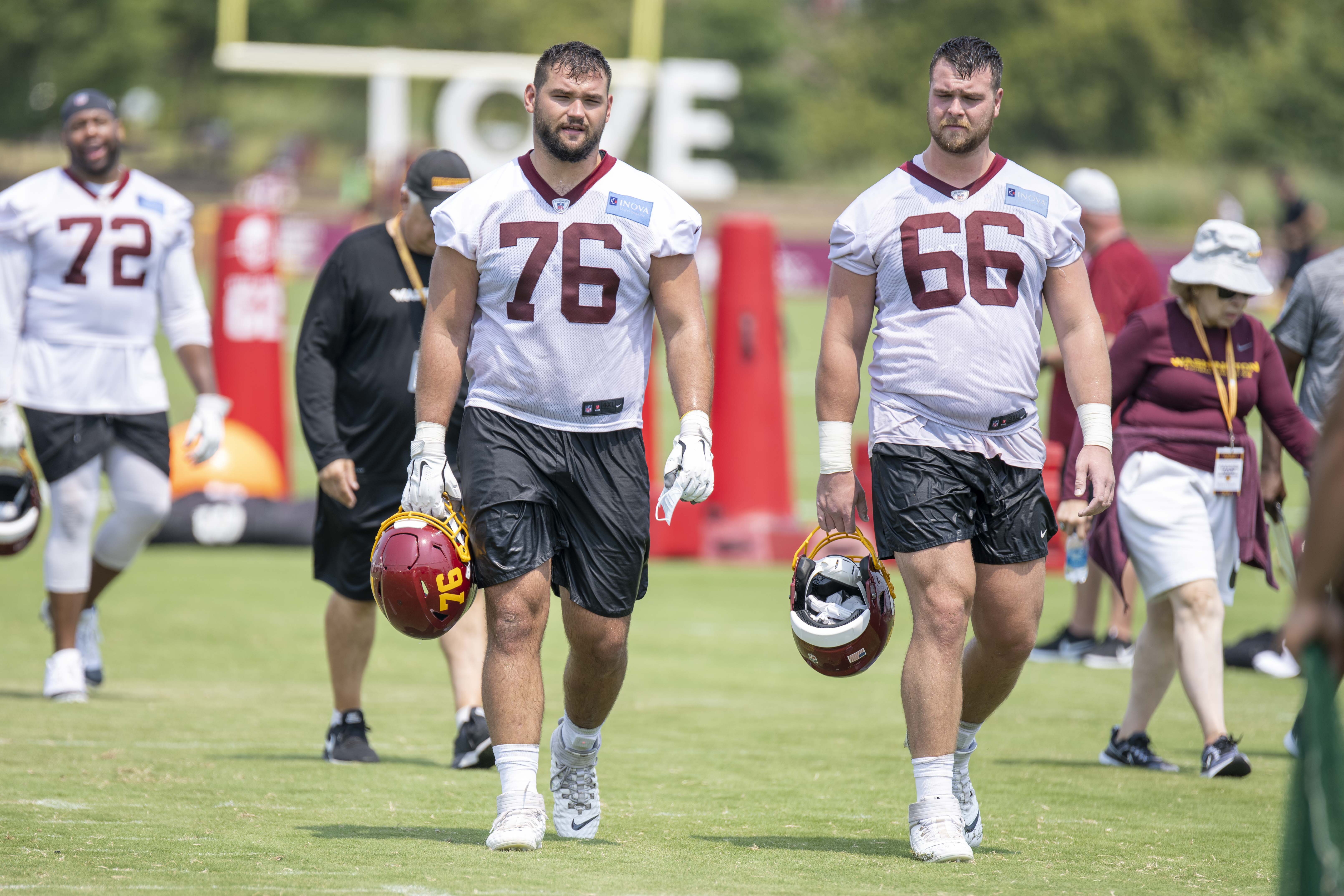
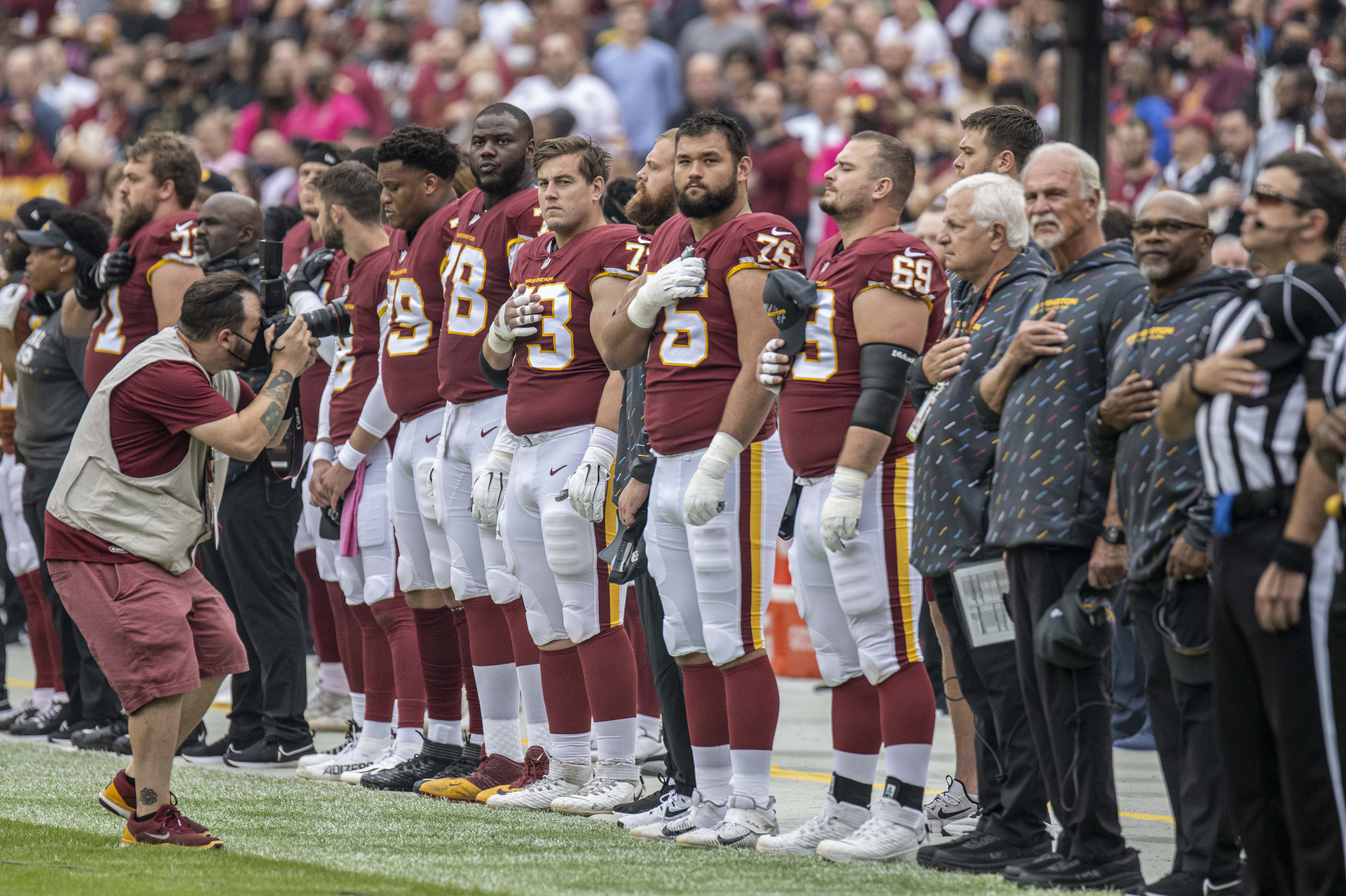